# Agonum decorum
Agonum decorum är en skalbaggsart som beskrevs av Thomas Say 1823. Agonum decorum ingår i släktet Agonum och familjen jordlöpare. Inga underarter finns listade i Catalogue of Life.